# Zapolje (wołost Wiazjewskaja, dawna wołost Krasnogorskaja)
Zapolje (ros. Заполье) – wieś (ros. деревня, trb. dieriewnia) w zachodniej Rosji, w wołosti Wiazjewskaja (osiedle wiejskie) rejonu diedowiczskiego w obwodzie pskowskim.

## Geografia
Miejscowość położona jest przy drodze regionalnej 58K-106 (Dubrowka – Diedowiczi), 4 km od centrum administracyjnego osiedla wiejskiego (Pogostiszcze), 5 km od centrum administracyjnego rejonu (Diedowiczi), 97 km od stolicy obwodu (Psków).

## Demografia
W 2010 r. miejscowość zamieszkiwało 13 osób.